# Mirko Deković
Mirko Deković (Pula, 17. veljače 1919. – Zagreb, 16. veljače 1995.) bio je hrvatski boksač i boksački trener.

## Životopis
Rođen je u Puli. Godine 1920. s roditeljima seli u Zagreb gdje završava osvovnu školu te izučava trgovački zanat. Aktivno se bavio boksačkim sportom od 1938. do 1950. godine. Boksačku karijeru započeo je u bantam, a završio je u poluteškoj kategoriji. U dvanestogodišnjem aktivnom bavljenju boksom Mirko Deković imao je 109 borbi na službenim boksačkim natjecanjima, te dvadesetak borbi promidžbenog karaktera. Od toga zabilježio je 69 pobjeda (od kojih 35 nokautom ili tehničkim nokautom), 19 puta borio se neodlučeno, dok je 21 put poražen.
Još kao dječak Mirko je zavolio sport, te se bavio atletikom, nogometom i plivanjem, no ipak se nakon nekog vremena zaljubio u boks.Čitao je o popularnim boksačima,a oduševljavali su ga svjetski prvaci u boksu poput Jack Dampsey, Gene Tunney, Joe Louis, Max Schmeling i mnogi drugi. Divio se i našim boksačima poput Josipa Devčića, Lea Pollaka i Ivana Hladnog.
1938. odlučuje i sam postati boksač. U rano proljeće iste godine došao je u dvoranu Hrvatskog sportskog društva Herkules u Zagrebu i pristupio treneru Pini Buliću i Ivici Kovačeviću rekavši im kako želi trenirati boks i postati boksač. Bio je jedan od najmarljivijih boksača početnika,te je jako brzo napredovao,a njegov talent za boks obećavao je uspješnu boksačku karijeru.
1939. na prvenstvu grada Zagreba za boksače početnike Deković je proglašen najboljim boksačem prvenstva.U finalnoj borbi lakoćom je svladao Parija koji je bio član Policijskog iz Zagreba. Od 1938. do 1939. boksao je Deković osam mečeva.Zabilježio je šest pobjeda nad Parijem, Tičićem, Maglicom, Pajevićem, Ravnikarom i Nemečekom, a sa Zlatkom Hrbićem doživio je jedan poraz i jedan neodlučen rezultat.
Nakon odličnih rezultata na samom početku svoje boksačke karijere postaje član reprezentacije Zagreba, a 1942. član je i državne reprezentacije na dva međunarodna susreta protiv reprezentacije Njemačke u Poznanu i Katowicama. Na glavnom trgu u Poznanu okupilo se čak 60 000 ljudi što je do današnjeg dana ostao rekordan broj gledatelja na jednom amaterskom boksačkom susretu. Hrvatska reprezentacija porežena je u oba susreta rezultatom 12 – 4 i 15 – 1. Njemačka reprezentacija bila je u to vrijeme najjača u europi.
Deković je u svojoj karijeri pobjeđivao najbolje hrvatske boksače kao što su Antun Tičić, Ivan Maglica, Zlatko Nemeček, Antun Ravnikar, Josip Subotnik, Velimir Konig, Milivoj Badel, Nenad Marić,dva puta Koleva iz Bugarske i mnoge druge.Svi spomenuti boksači bili su prvaci države, Zagreba ili državni reprezentativci. U vremenu od 1938. do 1943. borio se sa Zlatkom Hrbićem čak devet puta. Šest puta borio se neodlučeno, a tri puta je poražen.

## Zanimljivosti
U svibnju 1940. godine odlazi na služenje vojne obveze u Nevesinje. U nedostatku kluba i dobrog trenera Dekovićev odlazak zasigurno je djelomično usporio njegov brzi napredak. Po povratku iz vojske ipak uspjeva upornim radom postati državni reprezentativac i državni prvak.
Zanimljivo je spomenuti da su se njegova dva brata Boris i Zvonko također bavili boksom. Zvonko samo kraće vrijeme, a Boris je nastupao za Borovo u muha kategoriji 1942. i 1943. godine. Za Borovo je kraće vrijeme tijekom 1941. nastupao i sam Mirko Deković.
Osnovao boksačku sekciju u Sremskoj Mitrovici 1942. godine i bio trener iste do pred kraj 1944.

## Vanjske poveznice
- Povijest hrvatskog boksa